# دریاچه وحشت: میراث
دریاچه وحشت: میراث (به انگلیسی: Lake Placid: Legacy) یک فیلم سینمایی آمریکایی- آفریقای در ژانر فیلم ترسناک محصول سال ۲۰۱۸ میلادی ساخته شده برای تلویزیون به کارگردانی دارل رود و بازیگران اصلی این فیلم کاترین بارل تیم رزان ، تیم رزان ، سای بنت و جو پانتولیانو هستند.  
این فیلم ششمین و آخرین قسمت از سری فیلمهای دریاچه وحشت میباشد.
این فیلم به عنوان یک فیلم مستقل در نظر گرفته شده و به قسمت های قبلی وصل نشده است.

## خلاصه داستان فیلم
گروهی از کاشفان جوان به جزیره‎ای سفر کرده و در آنجا با آزمایشگاهی متروکه مواجه می‎شوند که یک شکارچی بسیار بزرگ و ترسناک مدت‎ها است در آنجا بوده و قصد کشتن این بازدیدکنندگان جوان را دارد و…

## بازیگران
- کاترین بارل به عنوان جید
- تیم رزان به عنوان سام
- سای بنت در نقش آلیس
- لوک نیوتن به عنوان بیلی
- کریگ استین به عنوان اسپنسر
- گرگ کریک به عنوان تراویس
- جو پانتولیانو به عنوان هندرسون
- آلیشا بیلی به عنوان پنی
- مکس بالدری به عنوان دان
- گاوین لی گومز به عنوان گومز

## انتشار فیلم
این اثر سینمایی در تاریخ ۴ سپتامبر ۲۰۱۸ بر روی دی وی دی منتشر شد. 